# Строганов, Михаил Александрович
Михаи́л Алекса́ндрович Стро́ганов (4 декабря 1968, Москва, СССР) — советский и российский футболист, защитник.

## Биография
Начинал играть в московской ФШМ. В Высшей лиге провёл один сезон за «Океан» из Находки (20 матчей, 2 мяча — в ворота «Кубани» и «Зенита»).
В 1998 году заочно окончил факультет журналистики МГУ. Работал главным редактором журнала «2x45». С 2010 года — редактор ВГТРК, футбольный комментатор.

## Достижения
- Победитель зоны «Центр» Второго дивизиона: 1999